# Psophodes
Genre
Synonymes
- Phodopses Schodde & Mason, 1999[2]
- Sphenostoma Gould, 1838[2]

Psophodes est un genre de passereaux de la famille des Psophodidés. Il se trouve à l'état naturel en Australie,
,
,
.

## Liste des espèces
Selon la classification de référence du Congrès ornithologique international (version 14.2, 2024) :
- Psophodes olivaceus (Latham, 1801) — Psophode à tête noire, Flûtiste balancé
  - P. o. lateralis North, 1897
  - P. o. olivaceus (Latham, 1801)
- Psophodes nigrogularis Gould, 1844 — Psophode à menton noir
  - P. n. nigrogularis Gould, 1844
  - P. n. oberon Mason, IJ & Schodde, 1991
- Psophodes leucogaster Howe & Ross, JA, 1933 — Psophode du mallee
  - P. l. leucogaster Howe & Ross, JA, 1933
  - P. l. lashmari Mason, IJ & Schodde, 1991
- Psophodes cristatus (Gould, 1838) — Psophode babillard, Flûtiste huppé
- Psophodes occidentalis (Mathews, 1912) — Psophode carillonneur, Flûtiste des eucalyptus